# Megaselia moesta
Megaselia moesta är en tvåvingeart som beskrevs av Borgmeier 1962. Megaselia moesta ingår i släktet Megaselia och familjen puckelflugor. Inga underarter finns listade i Catalogue of Life.